# Psara (D98)
Psara (D98) (grekiska: ΒΠ Ψαρά) var en grekisk jagare av Dardo-klass som tjänstgjorde i grekiska flottan under de tidiga stadierna av andra världskriget. Hon namngavs efter ön Psara i Egeiska havet som spelade en viktig roll i den grekiska frihetskriget. Hon var det fjärde fartyget att bära detta namn.
Hon byggdes i Sestri Ponente, Italien, av Cantieri Odero, på uppdrag av den grekiska flottan 1933. Efter grek-italienska krigets utbrott deltog hon i alla tre marina räder mot den italienska sjöfarten i Otrantosundet (14-15 november 1940, 15-16 december 1940 och 4-5 januari 1941) och utgjorde en signifikant antiubåtsaktivitet. Under den tyska invasionen av Grekland blev hon attackerad av tyska bombplan den 20 april 1941 och sänktes i Saroniska bukten nära Megara där 37 medlemmar av hennes besättning dödades.